# Рок-Пойнт (Аризона)
Рок-Пойнт (англ. Rock Point) — переписна місцевість (CDP) в США, в окрузі Апачі штату Аризона. Населення — 552 особи (2020).

## Географія
Рок-Пойнт розташований за координатами 36°41′45″ пн. ш. 109°37′10″ зх. д. / 36.69583° пн. ш. 109.61944° зх. д. (36.695719, -109.619546). За даними Бюро перепису населення США в 2010 році переписна місцевість мала площу 36,72 км², з яких 36,67 км² — суходіл та 0,05 км² — водойми.

## Демографія
Згідно з переписом 2010 року, у переписній місцевості мешкали 642 особи в 166 домогосподарствах у складі 130 родин. Густота населення становила 17 осіб/км². Було 205 помешкань (6/км²).
Расовий склад населення:
| - 97,2 % — корінних американців - 0,8 % — білих - 0,8 % — азіатів |

До двох чи більше рас належало 0,9 %. Частка іспаномовних становила 1,7 % від усіх жителів.
За віковим діапазоном населення розподілялося таким чином: 37,5 % — особи молодші 18 років, 54,2 % — особи у віці 18—64 років, 8,3 % — особи у віці 65 років та старші. Медіана віку мешканця становила 24,6 року. На 100 осіб жіночої статі у переписній місцевості припадало 90,5 чоловіків; на 100 жінок у віці від 18 років та старших — 95,6 чоловіків також старших 18 років.
Середній дохід на одне домашнє господарство становив 32 633 долари США (медіана — 26 607), а середній дохід на одну сім'ю — 34 219 доларів (медіана — 27 917). Медіана доходів становила 41 250 доларів для чоловіків та 32 500 доларів для жінок. За межею бідності перебувало 52,3 % осіб, у тому числі 58,8 % дітей у віці до 18 років та 55,4 % осіб у віці 65 років та старших.
Цивільне працевлаштоване населення становило 110 осіб. Основні галузі зайнятості: освіта, охорона здоров'я та соціальна допомога — 80,9 %, будівництво — 6,4 %, роздрібна торгівля — 2,7 %, публічна адміністрація — 2,7 %.